# Миколаївська друга волость (Херсонський повіт)
Миколаївська друга волость — адміністративно-територіальна одиниця Херсонського повіту Херсонської губернії.
Станом на 1886 рік складалася з 4 поселень, 3 сільських громад. Населення — 3874 особи (1984 чоловічої статі та 1890 — жіночої), 647 дворових господарства.
|                     | Площа, десятин | У тому числі орної, дес. |
| ------------------- | -------------- | ------------------------ |
| Сільських громад    | 14009          | 13812                    |
| Приватної власності | 10620          | 1084                     |
| Казенної власності  | 5364           | 780                      |
| Іншої власності     | 240            | 135                      |
| Загалом             | 31133          | 15811                    |

Найбільші поселення волості:
- Миколаївка друга — село при річці Висунь за 132 версти від повітового міста, 2632 особи, 498 дворів, православна церква, школа, 5 лавок.
- Троїцьке (Сафонова, Єфитіхіполь) — село при річці Висунь, 1151 особа, 143 двори, православна церква, камера мирового судді, лавка.